# Ernest Libérati
Ernest Libérati (Orán, Algéria, 1906. március 22. – 1983. június 2.) korábbi olasz származású francia labdarúgócsatár.
A francia válogatott tagjaként részt vett az 1930-as világbajnokságon.